# Emesis fastidiosa
Emesis fastidiosa is een vlindersoort uit de familie van de prachtvlinders (Riodinidae), onderfamilie Riodininae.
Emesis fastidiosa werd in 1855 beschreven door Ménétries.